# Rislane
Rislane  (in arabo رسلان‎?) è un centro abitato e comune rurale del Marocco situato nella provincia di Berkane, regione di Regione Orientale. Conta una popolazione di 4 265 abitanti (censimento 2014).